# Characidium fleurdelis
Characidium fleurdelis — вид харациноподібних риб родини Crenuchidae. Описаний у 2023 році.

## Назва
Видова назва fleurdelis вказує на подібність трьох загострених квіткоподібних зубів цього виду зі стилізованою квіткою під назвою Fleur-de-lis (геральдична лілія).

## Поширення
Ендемік Бразилії. Поширений у річці Гуапоре у штаті Рондонія на заході країни.

## Опис
Дрібна рибка, завдовжки 17-24 мм. Відрізняється від близьких видів за статевим дихроматизмом, де самиці мають вузькі темні смуги на тілі, яких немає у самців, а також за наявністю в обох статей чорної черевної пунктирної лінії, що тягнеться від ділянки між контрлатеральними грудними плавцями до основи анального плавця. Вид також можна діагностувати за наявністю сильних тристулкових зубів, з добре розвиненими та однаковими за розміром горбками в передщелепній частині та зовнішньому ряду зубів, а також за короткою бічною лінією з 6–8 перфорованими лусочками.